# Nikotintuggummi
Nikotintuggummi är en sorts tuggummi som innehåller nikotin. Det används för att hjälpa användare av tobak att sluta med denna vana och för att lindra rökabstinens på platser där det inte är möjligt att röka. Nikotinet når blodet genom att det absorberas av munnens vävnader. Tuggummit tuggas tills det mjukats upp och en kittlande känsla kan förnimmas. När känslan upphör, tuggas det igen, och placeras därefter på olika ställen mellan kinderna och tandköttet till dess att nikotinet i tuggummit är slut, vilket tar cirka 30 minuter.
Världens första nikotintuggummi var Nicorette med tillverkning i Helsingborg. Idén till det fick svensken Ove Fernö, en civilingenjör i kemi. 1969 lyckades han själv sluta röka med hjälp av tuggummit, men lanseringen drog ut på tiden eftersom nikotintuggummi varken ansågs vara ett livsmedel eller läkemedel. Först i slutet av 1970-talet blev det klassat som ett läkemedel mot rökningsrelaterade sjukdomar och lanserades till en början i Schweiz 1978. I Sverige började det att säljas på recept 1981, för att sedan bli receptfritt 1990. Därefter har nikotintuggummi blivit en populär rökavvänjningsprodukt som säljs i många länder världen över.